# Ulaankhus
Ulaankhus ou Ulaanhus (mongol : ᠤᠯᠠᠭᠠᠩᠬᠤᠰᠤ
ᠰᠤᠮᠤ, VPMC : ulaɣangqusu sumu, cyrillique : Улаанхус сум, MNS : Ulaankhus sum) est un sum du aïmag de Bayan-Ölgii, à l’extrémité Ouest de la Mongolie, principalement peuplée de Kazakhs.